# Курянівські феномени
Курянівські феномени — геоморфологічне утворення, геологічна пам'ятка природи місцевого значення в Україні.

## Розташування
Розташовані поблизу села Куряни Тернопільського району Тернопільської області у кварталі 68, виділ 16, Бережанського лісництва, ДП «Бережанське лісомисливське господарство», в лісовому урочищі «Демня».

## Пам'ятка
Оголошені об'єктом природно-заповідного фонду рішенням виконкому Тернопільської обласної ради від 26 грудня 1983 № 496.
Початкова назва — «Вапняковий останець — Кур'янський феномен», офіційно перейменована рішенням № 75 другої сесії Тернопільської обласної ради шостого скликання від 10 лютого 2016 року.
Перебуває у віданні Тернопільського обласного управління лісового господарства.
Площа — 0,5 га.
Під охороною — скелі-останці щільних вапнякових пісковиків середньоміоценового віку. Розташовані серед букового лісу, мають науково-пізнавальну та естетичну цінність.